# Комісія з атомної енергії США
Комісія з атомної енергії США (КАЕ, англ.  United States Atomic Energy Commission, AEC) — урядова організація, заснована Конгресом США після Другої світової війни для сприяння і контролю за розвитком ядерної галузі, зокрема науково-дослідними роботами, в мирний час.
Попередницею цієї комісії була Тимчасова комісія з атомної енергії. 1 серпня 1946 року президент Гаррі Трумен підписав Закон про атомну енергію (1946) («Закон Макмахона»), який перевів контроль над атомною енергетикою від військових інституцій до цивільних. Закон набув чинності 1 січня 1947 року. 
При комісії був створений Генеральний дорадчий комітет (General Advisory Committee, GAC), до якого входили провідні вчені США в галузі ядерної фізики. Багато з них брали участь у Мангеттенському проєкті. Першим головою комітету був Роберт Оппенгеймер. До комітету також входили електротехнік Олівер Баклі, хімік Джеймс Конант, фізик ДюБридж, фізик Енріко Фермі, професор фізики Ісидор Рабі, інженер Хартлі Роу (Hartley Rowe), професор хімії Гленн Сіборг, металург Сиріл Сміт. Комітет надавав наукові консультації з низки питань, пов'язаних з ядерними технологіями, включно з фінансуванням проєктів, створенням лабораторій і навіть міжнародною політикою, хоча рекомендації GAC не завжди бралися до уваги.

## Перетворення
Комісію було розформовано у відповідності з «Законом про реорганізацію енергетики» 1974 року, її функції були передані двом новим організаціям: Управлінню енергетичних досліджень і розробок і Комісії з ядерного регулювання.